# Lista över vintervärdar under 2000-talet
Detta är en kronologisk lista över personer som varit vinterpratare, det vill säga värdar för radioprogrammet Vinter i P1 i Sveriges Radio, under 2000-talet. För motsvarande lista för 1900-talet se Lista över vintervärdar under 1900-talet. 

## Lista

### 2008/2009
- 25 december – Jonas Gardell
- 26 december – Jan-Öjvind Swahn
- 27 december – Jenny och Susanna Kallur
- 28 december – Lamine Dieng
- 29 december – Mari Jungstedt
- 30 december – Henning Mankell
- 31 december – Lasse Åberg
- 1 januari – Kerstin Ekman

### 2009/2010
- 25 december – Hans Rosenfeldt
- 26 december – Sarah Dawn Finer
- 27 december – Stefan Einhorn
- 28 december – Monika Ahlberg
- 29 december – Elsie Johansson
- 30 december – Johann Neumann
- 31 december – Sofi Fahrman
- 1 januari – Bodil Jönsson
- 2 januari – Alexandra Coelho Ahndoril
- 3 januari – Lars Gustafsson

### 2010/2011
- 25 december – Håkan Nesser
- 26 december – CajsaStina Åkerström
- 27 december – K-G Bergström
- 28 december – Lotta Gray
- 29 december – Staffan Olsson
- 30 december – Lena Sundström
- 31 december – Anders Jansson
- 1 januari – Patricia Tudor-Sandahl
- 2 januari – Henrik Ekman

### 2011/2012
- 25 december – Fredrik Lindström
- 26 december – Mia Skäringer
- 27 december – Hans Rosenfeldt
- 28 december – Lena Andersson
- 29 december – Olof Wretling
- 30 december – Leif G.W. Persson
- 31 december – Tomas Sjödin
- 1 januari – Bodil Malmsten

### 2012/2013
- 25 december – Rikard Wolff
- 26 december – Soran Ismail
- 27 december – Hanna Hellquist
- 28 december – Annika Östberg
- 29 december – Morgan Alling
- 30 december – Lars Lerin
- 31 december – Olof Wretling
- 1 januari – Sissela Kyle

### 2013/2014
- 25 december – Fredrik Lindström
- 26 december – Hans Rosling
- 27 december – Lasse Åberg
- 28 december – Tomas Sjödin
- 29 december – Ola Salo
- 30 december – Petra Mede
- 31 december – Bodil Jönsson
- 1 januari – Martina Haag

### 2014/2015
- 25 december – Mustafa Can
- 26 december – Tomas Sjödin
- 27 december – Nanne Grönvall
- 28 december – Sara Danius
- 29 december – Mattias Klum
- 30 december – Agnes Wold
- 31 december – Olof Wretling
- 1 januari – Lars Lerin

### 2015/2016
- 25 december – Lars Lerin
- 26 december – Terese Cristiansson
- 27 december – Kjell Enhager
- 28 december – Johan Rockström
- 29 december – Hans Rosling
- 30 december – Alice Teodorescu
- 31 december – Olof Wretling
- 1 januari – Sanna Lundell

### 2016/2017
- 25 december – Olof Wretling
- 26 december – Stina Stoor
- 27 december – Emil Jensen
- 28 december – Edward Blom
- 29 december – Sakine Madon
- 30 december – Tomas Sjödin
- 31 december – Martina Haag
- 1 januari – Jesper Rönndahl

### 2017/2018
- 25 december – Mia Skäringer Lázár
- 26 december – Dagny Carlsson
- 27 december – William Spetz
- 28 december – Tomas Sjödin
- 29 december – Magda Gad
- 30 december – Emil Jensen
- 31 december – Olof Wretling
- 1 januari – Tommy Ivarsson

### 2018/2019[1]
- 25 december – Katarina Wennstam
- 26 december – Tomas Sjödin
- 27 december – David Eberhard
- 28 december – Mikkey Dee
- 29 december – Tommy Ivarsson
- 30 december – Hanna Hellquist
- 31 december – Olof Röhlander
- 1 januari – Mattias Alexandrov Klum

### 2019/2020[2]
- 25 december – Fredrik Lindström
- 26 december – Stina Wollter
- 27 december – Madeleine In Hwa Björk
- 28 december – Caroline Farberger
- 29 december – Olof Wretling
- 30 december – Anders Hansen
- 31 december – Petra Mede
- 1 januari – Johan Rockström

### 2020/2021[3]
- 25 december – Kattis Ahlström
- 26 december – Ulf Danielsson
- 27 december – Lisa Nilsson
- 28 december – Johannes Anyuru
- 29 december – Claes Elfsberg
- 30 december – Patricia Tudor-Sandahl
- 31 december – Olof Wretling
- 1 januari – Zinat Pirzadeh

### 2021/2022[4]
- 25 december – Åsa Larsson
- 26 december – Antje Jackelén
- 27 december – Olof Wretling
- 28 december – Bianca Kronlöf
- 29 december – Mikael Niemi
- 30 december – Bi Puranen
- 31 december – Rickard Söderberg
- 1 januari – Mustafa Can

### 2022/2023[5]
- 25 december – Marika Carlsson
- 26 december – Richard Tellström
- 27 december – Malin Persson Giolito
- 28 december – Olof Wretling
- 29 december – Patrik Lundberg
- 30 december – Clara Lidström
- 31 december – Jenny Strömstedt
- 1 januari – Georg Riedel